# Сент-Мари (Жер)
Сент-Мари́ (фр. Sainte-Marie) — коммуна во Франции, находится в регионе Юг — Пиренеи. Департамент — Жер. Входит в состав кантона Жимонт. Округ коммуны — Ош.
Код INSEE коммуны — 32388.

## География

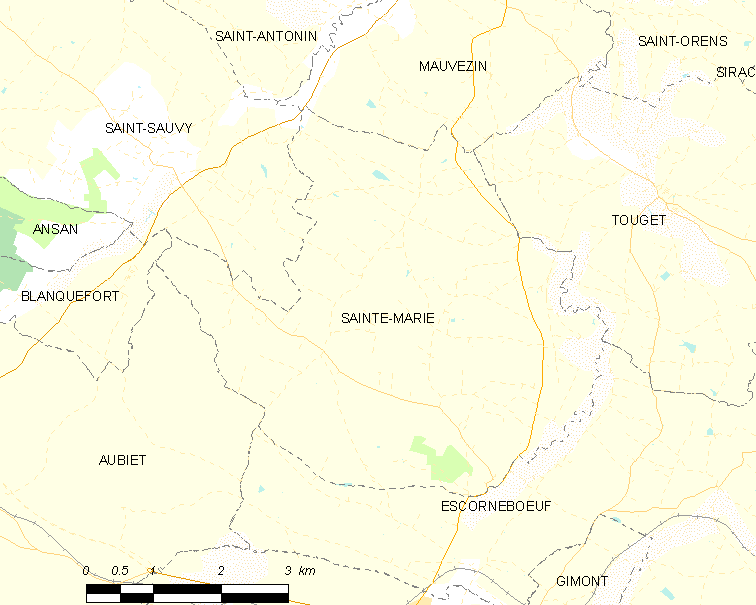
Карта коммуны

Коммуна расположена приблизительно в 590 км к югу от Парижа, в 50 км западнее Тулузы, в 24 км к востоку от Оша.
На востоке коммуны протекает река Жимон.

## Климат
Климат умеренно-океанический. Лето жаркое и немного дождливое, температура часто превышает 35 °С. Зимой часто бывает отрицательная температура и ночные заморозки. Годовое количество осадков — 700—900 мм.

## Население
Население коммуны на 2010 год составляло 388 человек.
| 1962 | 1968 | 1975 | 1982 | 1990 | 1999 | 2010 |
| ---- | ---- | ---- | ---- | ---- | ---- | ---- |
| 368  | 309  | 246  | 232  | 208  | 248  | 388  |

## Администрация
| Период | Период | Фамилия          | Партия | Примечания |
| ------ | ------ | ---------------- | ------ | ---------- |
| 2008   | 2020   | Пьер Трюйе-Боран |        |            |

## Экономика
В 2010 году среди 241 человека трудоспособного возраста (15-64 лет) 194 были экономически активными, 47 — неактивными (показатель активности — 80,5 %, в 1999 году было 71,7 %). Из 194 активных жителей работали 179 человек (94 мужчины и 85 женщин), безработных было 15 (5 мужчин и 10 женщин). Среди 47 неактивных 12 человек были учениками или студентами, 23 — пенсионерами, 12 были неактивными по другим причинам.